# Equilibrio de complejos
El equilibrio de formación de complejos es el equilibrio establecido entre las moléculas que forman un complejo. Su estudio está dentro de la química analítica.

## Teoría de Lewis
La teoría de ácidos y bases de Lewis enuncia que un ácido de Lewis es aquella especie que, en disolución, es capaz de aceptar pares de electrones. En cambio, una base de Lewis es toda especie que, en disolución, es capaz de ceder pares de electrones.
Para que una especie pueda actuar como ácido de Lewis debe presentar, por tanto, orbitales vacantes de baja energía donde poder albergar los electrones que acepte. Asimismo, una especie será base de Lewis cuando presente pares de electrones desapareados orientados en las direcciones adecuadas para poder ser cedidos al ácido. Habitualmente los ácidos de Lewis se conocen como aceptores, mientras que las bases de Lewis se llaman dadores. Cuando un dador y un aceptor reaccionan entre sí, se produce un enlace covalente dativo o coordinado, es decir, un enlace adicional causante de la formación del complejo de coordinación.
En éstas, vemos que las reacciones de formación de complejos no son más que equilibrios que se establecen entre un ácido de Lewis y una base de Lewis, que en esta rama de la química se conocen como ligandos (o ligantes, según se dice en algunas regiones de Sudamérica). Este tipo de reacciones tienen un especial interés en la química analítica, pero su estudio está detallado dentro de la rama de la química inorgánica.

## Historia: Werner
El padre de la química de la coordinación es Alfred Werner, que estudió el enlace de estos compuestos y su isomería (que es una característica típica de la química del carbono, pero no exclusiva de ella), aunque las cuestiones que estudió Werner acerca de enlace y reactividad de complejos no están relacionadas con su aplicación en el campo de la química analítica, sino en el anteriormente mencionado campo de la inorgánica.

## Cinética y termodinámica de los equilibrios de formación de complejos
El químico analítico está interesado en los equilibrios de formación de complejos. Como toda reactividad, estos equilibrios se pueden estudiar desde dos puntos de vista: su cinética química y su termodinámica.

### Cinética
Estudia la velocidad con que se llevan a cabo las reacciones de formación de complejos, y sus mecanismos de reacción. Desde el punto de vista de la cinética, los complejos de coordinación pueden dividirse en:
- Lábiles: Su velocidad de descomposición (en el sentido de los equilibrios) es elevada. No hay un convenio establecido acerca de qué velocidad se considera elevada, dependiendo del texto se considera una descomposición total en 5 segundos, pero no es una medida rigurosa de velocidad en química.

- Inertes: Su velocidad de descomposición es muy baja. Tampoco existe un convenio establecido, pero en muchas ocasiones se considera un complejo inerte aquel que es capaz de ser aislado y caracterizado en atmósfera oxidante, y sus propiedades se mantienen constantes con el tiempo.

### Termodinámica
Estudia las energías puestas en juego en las reacciones de formación/descomposición, así como las relaciones de compuestos en el equilibrio. Por tanto es la parte que más interesa a un químico analítico. En esta parte relacionaremos conceptos de termodinámica química de reactivos y productos.
- Será un complejo estable aquel cuya energía libre de Gibbs sea menor que la que presentaban los reactivos por separado.
- A cambio, un complejo será inestable cuando su energía de Gibbs sea mayor que la que tuvieran los reactivos por separado. (Relacionar estos conceptos con los diagramas E-CR).
Como podemos observar un complejo de coordinación puede ser termodinámicamente inestable, pero no descomponerse porque sea cinéticamente inerte. Los dos campos de estudio no son incompatibles.

## Constantes de los equilibrios de formación de complejos
Los equilibrios de formación de complejos están caracterizados por tener constantes termodinámicas muy elevadas, por eso en muchas ocasiones se estudia su relación con la solubilidad de precipitados insolubles.
Para un equilibrio genérico del tipo M + L = ML, donde M es el átomo metálico coordinante y L el ligando (iones, moléculas o radicales), la constante termodinámica vendrá expresada en función de su actividad.
- Datos: Q5835013